# 苻鉴
苻鉴（？—384年），十六国前秦将领，略阳临渭人，苻坚堂叔，苻洪之弟苻安之子。太安元年（385年）兵败，被后燕的慕容麟所杀。